# Методия Величковски
Методия Величковски (на македонска литературна норма: Методија Величковски) е армейски офицер, генерал-лейтенант и началник на Генералния щаб на Армията на Република Македония (АРМ) от 2015 г.

## Биография
Величковски е роден на 11 май 1966 г. в Скопие. През 1984 г. завършва Обща средна военна школа в Белград, а през 1988 г. завършва за инженер във Военната академия на Сухопътните войски на ЮНА. Специализира военно дело в Германия и България. След завършване на Военната академия, започва служба като командир на взвод в Прокупле до 1991 г. През 1991 г. за кратко е командир на инженерна рота в Загреб. От 1991 до 1995 г. е командир на инженерна рота в Скопие. В периода 1995 – 2000 г. е командир на инженерния отдел на гвардейска бригада. От 2000 до 2001 г. е командир на инженерен батальон. През 2001 г. завършва Команднощабна академия в Скопие. След това е назначен за началник на инженерния отдел на бригада за мироопазване в Скопие. В същото време от 2002 до 2004 г. е началник на C-7 в щаб квартирата на Многонационална бригада „Югоизточна Европа“ (SEEBRIG). През 2004 г. е за кратко началник-щаб и заместник-командир на инженерен полк. От 2004 до 2006 г. е командир на инженерен полк в Скопие. От 2005 до 2006 г. учи във Военната академия в София. Между 2006 и 2009 г. е заместник-командир на бригада в Щип. В периода 2009 – 2012 г. е командир на механизирана пехотна бригада в Кичево. Командир на Обединеното оперативно командване на АРМ (2012 – 2015), Началник на ГЩ на АРМ (2015 – 18 август 2018). От 2015 г. е началник на Генералния щаб на армията на Република Македония.
Удостояван е с:
- Официален медал на националната гвардия на Върмонт (САЩ), 2003
- Официиален медал за Заслуга в Службата под цветовете – II степен, България, 2003.
- Сребърна значка за дългогодишна служба в АРМ;
- Среден плакет на АРМ;
- Медал от командира на „SEEBRIG“, 2003 година;
- Орден за заслуги от Советът на международни военни спортове (CISM).

## Звания
- Подпоручик (1988)
- Поручик (1989)
- Капитан (1993)
- Капитан 1 клас (1996), предсрочно
- Майор (2000)
- Подполковник (2001), предсрочно
- Полковник (2006)
- Бригаден генерал (2011)
- Генерал-майор (2013)
- Генерал-лейтенант (2015)